# مارك ثورنتون
مارك ثورنتون (بالإنجليزية: Mark Thornton)‏ هو اقتصادي أمريكي، ولد في 7 يونيو 1960 في الولايات المتحدة.